# Bacchoi
Nei Misteri Eleusini, i bacchoi erano i rami che gli iniziati portavano durante la loro processione lungo la Via Sacra ossia nei 21 chilometri di distanza tra Atene e Eleusi.